# Kujljutau
Kujljutau (rusky Куйлютау, хребет Куйлю, kyrgyzsky Көөлү кырка тоосу - pojmenován podle řeky Kujlju) je horský hřbet ve východní části Kyrgyzstánu, součást centrálního Ťan-Šanu. Ze severu je od Těrského hřbetu oddělen údolím řeky Kujlju a sedlem Kujlju, ze západu a jihu jej od masivu Ak-Šijrak odděluje údolí řeky Irtaš a Uč-Köl, z východu je ohraničen údolím řeky Sarydžaz. Hřbet je protažený od západu k východu v délce 52 km a dosahuje šíře 21 km. Dosahuje výšek nad 5000 m, střední výška hřbetu je 4600 m. Nejvyšším bodem je 5284 metrů vysoký vrchol Pik Konstituce, dříve Pik Sovětské Konstituce, ještě dříve Pik Stalinské Konstituce. Kromě něj je v pohoří Kujljutau dalších třináct vrcholů, přesahujících nadmořskou výšku 5000 metrů. Část těchto vrcholů, vyznačených v sovětských topografických mapách, nebyla dosud zdolána a pojmenována.

## Geologie a geomorfologie
Jakožto součást Ťan-Šanu byl i masiv Kujljutau vyvrásněn v hercynském orogénu, poté denudován a v souvislosti s alpinským vrásněním znovu aktivován a vyzdvižen. Výška tohoto výzdvihu od období neogénu je u hřbetu Kujlju odhadována na 4 - 5 km. Díky tomu je zde pestrý reliéf od zarovnaných povrchů po glaciálně modelovaný vysokohorský reliéf. Zvláště v severní části masivu jsou velmi dobře patrné zarovnané povrchy.
Horninové složení je poměrně pestré. Pohoří je tvořeno jednak zřejmě již proterozoickými intruzivními horninami (žuly, granodiority), jednak horninami sedimentárními či metamorfovanými, uloženými zde v období středního a svrchního ordoviku (slepence, pískovce, prachovce, fylity, břidlice a svory, s žílami porfyritu a sopečnými tufy) a poté dále v devonu (slepence a pískovce s žílami porfyritu a sopečnými tufy) a spodním karbonu (vápence, jílovce, prachovce a břidlice).
Celý masiv je silně zaledněn, nejdelší ledovce dosahují délek kolem 7 km. V 70. letech zde bylo přes 200 ledovců s celkovou plochou něco málo pod 300 km2. Početně je většina ledovců karových či sklonových, největší plochu i objem ale zabírají ledovce údolní.

## Klima
Vzhledem k hustotě sítě meteorologických pozorování ve střední Asii není divu, že v samotném pohoří není žádná meteorologická stanice a všechny údaje o klimatu mohou být pouze interpolovány ze stanic okolních. V údolí řeky Kujlju v provozu meteorologická stanice byla, ale pouze na několik sezón. Nejbližší klimatickou stanicí s delší řadou pozorování je stanice Ťan-Šan ve výšce 3639 m, vzdálená od pohoří cca 60 km. Pohoří má chladné velehorské klima s průměrnými lednovými teplotami kolem -20 °C a průměrnými červencovými teplotami kolem 4 °C. Pohoří je o něco sušší než severněji ležící Těrský hřbet, v jehož je pohoří srážkovém stínu. Roční srážkové úhrny jsou kolem 500 mm. Maxima srážek jsou dosahována v letním období, zatímco zima je téměř beze srážek. I přes permanentní mrazy v období zimy jsou tak údolí řek Sarydžaz a Uč-Köl, ohraničující pohoří z východu a jihu, známé jako oblasti s bezsněžnou zimou.

## Fauna a flóra
Takřka celé pohoří se nachází ve výškách nad 3000 m n. m., tedy nad hranicí lesa v pásmu vysokohorské vegetace. Nejzápadnější část pohoří se nachází v přírodní rezervaci Saryčat-Ertaš, vyhlášené k ochraně divokých ovcí argali (Ovis ammon) a irbisa horského (Panthera uncia). Dalšími velkými savci v této rezervaci jsou kozorožec sibiřský (Capra sibirica), prase divoké (Sus scrofa), rys ostrovid (Lynx lynx), vlk obecný (Canis lupus) a medvěd hnědý (Ursus arctos), z menších savců pak liška obecná (Vulpes vulpes), manul (Otocolobus manul), svišť šedý (Marmota baibacina), kuna skalní (Martes foina), jezevec čínský (Meles leucurus) či zajíc tolai (Lepus tolai).

## Historie
Masiv byl vzhledem ke své odlehlosti dlouho stranou zájmu objevitelů a cestovatelů. Okraje pohoří - údolí řeky Kujlju - prošla roku 1869 expedice turkestánské administrativy pod vedením A.V. Kaulbarse, F. P. Petrova a O. J. Reingardta a v roce 1886 expedice ruské geografické společnosti pod vedením A. N. Krasnova. Roku 1902 navštívil pohoří V. V. Sapožnikov, který prošel s karavanou také podél řeky Kujlju a přes stejnojmenné sedlo. Ten zde uvádí velmi vysoký vrchol nad 6000 metrů. Tato informace poté ve třicátých letech 20. století přilákala do pohoří sovětské horolezce při pátrání po nejvyšších vrcholech Sovětského svazu. V letech 1936 a 1937 se tedy do pohoří vypravily dvě expedice pod vedením A.A. Letavěta, přičemž při druhé z nich byl I. A. Čerepovem, Popovem, Muchinem a V. Racekem zdolán po severním hřbetu 5284 m vysoký nejvyšší vrchol pohoří pojmenovaný Pik Stalinské Konstituce, druhá část expedice pod vedením A. A. Letavěta dosáhla nižšího, snadněji dostupného vrcholu pojmenovaného Pikem Karpinského, dnes v mapách označovaného jako Mensu (5100 nebo 5068 m). Výstupy bylo jednak prokázáno, že Pik Konstituce je nejvyšším vrcholem pohoří a zprávy o šestitisícovce byly mylné, jednak byl z těchto vrcholů poprvé spatřen nejvyšší vrchol Ťan Šanu, Pik Pobedy, což umožnilo jeho pravděpodobné zdolání skupinou L. Gutmana o rok později.
V 50. letech se v pohoří pohybovalo několik expedic provozujících glaciologická měření a popisy, v roce 1956 pak pohoří navštívila velká horolezecká expedice pod vedením V. Gavrilova, která zdolala většinu hlavních vrcholů západní části hřbetu včetně druhého nejvyššího vrcholu, Piku Obručeva (5203 m). Postupně se - s vybudováním silnice do hornického města Enilček na východním okraji pohoří - pohoří stává častějším cílem sovětských horolezců a vysokohorských turistů, kdy v 70. letech do něj míří i několik výprav ročně. Po osamostatnění Kyrgyzstánu v roce 1991 na jednu stranu dochází k jistému útlumu v počtu výprav ze zemí bývalého Sovětského svazu, na druhou stranu se oblast otvírá návštěvníkům ze Západu. I dnes zůstává pohoří díky své odlehlosti jen zřídka navštěvovaným (jednotky výprav ročně), kontrastně k hojně navštěvovanému lépe dostupnému severněji ležícímu Těrskému hřbetu.